# Маркос Пауло Коста до Насіменто
Маркос Пауло Коста до Насіменто (порт. Marcos Paulo Costa do Nascimento, нар. 1 лютого 2001, Сан-Гонсалу) — португальський та бразильський футболіст, нападник «Флуміненсе» та юнацької збірної Португалії.

## Клубна кар'єра
Маркос Пауло, який народився в Сан-Гонсалу, штат Ріо-де-Жанейро, розпочав свою кар'єру в «Флумінсенсе», підписавши у віці 17 років контракт з клаусулою в розмірі 45 мільйонів євро. Вперше потрапив до основної команди на виїзний матч Серії А проти «Сантоса» 27 жовтня 2018 року, оскільки кілька гравців відпочивали напередодні гри Південноамериканського кубка проти уругвайського «Насьйоналя». Втім увесь матч молодий футболіст провів на лаві для запасних..
Дебютував за першу команду 30 січня 2019 року в матчі Ліги Каріока, зігравши останні десять хвилин матчу з «Мадурейрою» (3:0) на стадіоні «Маракана», вийшовши на заміну замість Бруно Сілви. 18 травня Маркос Пауло дебютував і у чемпіонаті Бразилії, зігравши у матчі проти «Крузейро» (4:1).
У Південноамериканському кубку 2019 року Маркос Пауло провів сім матчів, дійшовши з командою до чвертьфіналу. В рамках цього турніру Маркос забив свої перші голи, відзначившись 30 липня дублем у домашньому матчі 1/8 фіналу з уругвайським «Пеньяролем» (3:1) Того ж року він забив ще чотири голи у 24 іграх у внутрішній лізі, перший з яких у домашній грі з «Шапекоенсе» (1:1) 26 жовтня.
1 березня 2020 року Маркос Пауло відзначився дублем у домашній грі з «Мадурейрою» (5:1) у першій грі нового сезону Ліги Каріока та допоміг команді виграти Трофей Ріо.

## Збірна
Маркос Пауло мав право представляти Португалію через свого діда по матері, який народився у Віла-Кова, Віла-Реал. Він дебютував у юнацькій збірній Португалії до 18 років 17 квітня 2019 року, на 52-й хвилині замінивши Тіагу Араужу в домашній грі з Францією (1:1). У наступному матчі він забив двічі у матчі з Мексикою (3:1) та Данією, коли його команда виграла міжнародний турнір у Порто.
Дебют Маркоса Пауло в збірній до 19 років відбувся на Турнірі в Тулоні 2019 року, на якому він відіграв перші дві гри групового етапу і забив у матчі з чинним володарем трофею Англією (3:2) в Салоні-де-Прованс. В підсумку Маркос Пауло посів з португальцями 5 місце на турнірі.

## Статистика
Станом на 8 грудня 2020.
| Клуб         | Сезон   | Чемпіонат Бразилії | Чемпіонат Бразилії | Чемпіонат Бразилії | Чемпіонат штату | Чемпіонат штату | Кубок | Кубок | Міжнародні | Міжнародні | Інше | Інше  | Всього | Всього |
| Клуб         | Сезон   | Ліга               | Ігор               | Голів              | Ігор            | Голів           | Ігор  | Голів | Ігор       | Голів      | Ігор | Голів | Ігор   | Голів  |
| ------------ | ------- | ------------------ | ------------------ | ------------------ | --------------- | --------------- | ----- | ----- | ---------- | ---------- | ---- | ----- | ------ | ------ |
| «Флуміненсе» | 2018    | Серія А            | 0                  | 0                  | 0               | 0               | 0     | 0     | 0          | 0          | 0    | 0     | 0      | 0      |
| «Флуміненсе» | 2019    | Серія А            | 24                 | 4                  | 3               | 0               | 2     | 0     | 6          | 2          | 0    | 0     | 35     | 6      |
| «Флуміненсе» | 2020    | Серія А            | 20                 | 3                  | 11              | 3               | 5     | 2     | 2          | 0          | 0    | 0     | 38     | 8      |
| Загалом      | Загалом | Загалом            | 44                 | 7                  | 14              | 3               | 7     | 2     | 8          | 2          | 0    | 0     | 73     | 14     |

Примітки
1. 1 2  Ліга Каріока
2. 1 2  Кубок Бразилії
3. 1 2  Південноамериканський кубок

## Досягнення
- Володар Трофея Ріо: 2020
- Володар Кубка Бразилії : 2023